# 황초 (위)
황초(黃初)는 중국 조위(曹魏) 문제(文帝)의 연호이다. 220년 10월에서 226년까지 6년 3개월 동안 사용하였다. 226년 7월에 문제의 뒤를 이어 즉위한 명제(明帝)가 남은 6개월 동안 이어서 사용하였으며 227년에 개원하였다.
같은 시기에 사용된 다른 연호로는 한중왕(漢中王) 유비(劉備)가 220년에서 221년까지 사용한 건안(建安), 촉한(蜀漢)에서 사용한 장무(章武 : 221년 ~ 223년), 건흥(建興 : 223년 ~ 237년), 오왕(吳王) 손권(孫權)이 222년까지 사용한 건안(建安), 222년부터 사용한 황무(黃武)가 있다.

## 개원
후한(後漢) 연강(延康) 원년 10월 29일(220년 12월 11일)에 위나라 건국 후 연호를 황초(黃初)로 건원함.

## 연대대조표
| 황초                      | 원년            | 2년             | 3년                  | 4년                 | 5년        | 6년        | 7년        |
| 서력                      | 220년           | 221년           | 222년                | 223년               | 224년      | 225년      | 226년      |
| 육십간지 (六十干支)       | 경자(庚子)      | 신축(辛丑)      | 임인(壬寅)           | 계묘(癸卯)          | 갑진(甲辰) | 을사(乙巳) | 병오(丙午) |
| 한중왕(漢中王) 유비(劉備) | 건안(建安) 25년 | 26년            | -                    | -                   | -          | -          | -          |
| 촉한 (蜀漢)               | -               | 장무(章武) 원년 | 2년                  | 3년 건흥(建興) 원년 | 2년        | 3년        | 4년        |
| 오왕(吳王) 손권(孫權)     | -               | 건안(建安) 26년 | 27년 황무(黃武) 원년 | 2년                 | 3년        | 4년        | 5년        |

## 삭일(1일)
| 황초 원년 (220년) | 1월             | 2월             | 3월             | 4월             | 5월             | 6월             | 7월             | 8월             | 9월             | 10월            | 11월            | 12월            |                 |
| ----------------- | --------------- | --------------- | --------------- | --------------- | --------------- | --------------- | --------------- | --------------- | --------------- | --------------- | --------------- | --------------- | --------------- |
| 삭일(음력)        | 무인일 (戊寅日) | 정미일 (丁未日) | 정축일 (丁丑日) | 병오일 (丙午日) | 병자일 (丙子日) | 을사일 (乙巳日) | 을해일 (乙亥日) | 갑진일 (甲辰日) | 갑술일 (甲戌日) | 계묘일 (癸卯日) | 계유일 (癸酉日) | 임인일 (壬寅日) |                 |
| 율리우스력        | 220년 2월 22일  | 3월 22일        | 4월 21일        | 5월 20일        | 6월 19일        | 7월 18일        | 8월 17일        | 9월 15일        | 10월 15일       | 11월 13일       | 12월 13일       | 221년 1월 11일  |                 |
| 황초 2년 (221년)  | 1월             | 2월             | 3월             | 4월             | 5월             | 6월             | 7월             | 8월             | 9월             | 10월            | 11월            | 12월            |                 |
| 삭일(음력)        | 임신일 (壬申日) | 신축일 (辛丑日) | 신미일 (辛未日) | 신축일 (辛丑日) | 경오일 (庚午日) | 경자일 (庚子日) | 기사일 (己巳日) | 기해일 (己亥日) | 무진일 (戊辰日) | 무술일 (戊戌日) | 정묘일 (丁卯日) | 정유일 (丁酉日) |                 |
| 율리우스력        | 221년 2월 10일  | 3월 11일        | 4월 10일        | 5월 10일        | 6월 8일         | 7월 8일         | 8월 6일         | 9월 5일         | 10월 4일        | 11월 3일        | 12월 2일        | 222년 1월 1일   |                 |
| 황초 3년 (222년)  | 1월             | 2월             | 3월             | 4월             | 5월             | 6월             | 윤6월           | 7월             | 8월             | 9월             | 10월            | 11월            | 12월            |
| 삭일(음력)        | 병인일 (丙寅日) | 병신일 (丙申日) | 을축일 (乙丑日) | 을미일 (乙未日) | 갑자일 (甲子日) | 갑오일 (甲午日) | 계해일 (癸亥日) | 계사일 (癸巳日) | 계해일 (癸亥日) | 임진일 (壬辰日) | 임술일 (壬戌日) | 신묘일 (辛卯日) | 신묘일 (辛酉日) |
| 율리우스력        | 222년 1월 30일  | 3월 1일         | 3월 30일        | 4월 29일        | 5월 28일        | 6월 27일        | 7월 26일        | 8월 25일        | 9월 24일        | 10월 23일       | 11월 22일       | 12월 21일       | 223년 1월 20일  |
| 황초 4년 (223년)  | 1월             | 2월             | 3월             | 4월             | 5월             | 6월             | 7월             | 8월             | 9월             | 10월            | 11월            | 12월            |                 |
| 삭일(음력)        | 경인일 (庚寅日) | 경신일 (庚申日) | 기축일 (己丑日) | 기미일 (己未日) | 무자일 (戊子日) | 무오일 (戊午日) | 정해일 (丁亥日) | 정사일 (丁巳日) | 병술일 (丙戌日) | 병진일 (丙辰日) | 병술일 (丙戌日) | 을묘일 (乙卯日) |                 |
| 율리우스력        | 223년 2월 18일  | 3월 20일        | 4월 18일        | 5월 18일        | 6월 16일        | 7월 16일        | 8월 14일        | 9월 13일        | 10월 12일       | 11월 11일       | 12월 11일       | 224년 1월 9일   |                 |
| 황초 5년 (224년)  | 1월             | 2월             | 3월             | 4월             | 5월             | 6월             | 7월             | 8월             | 9월             | 10월            | 11월            | 12월            |                 |
| 삭일(음력)        | 을유일 (乙酉日) | 갑인일 (甲寅日) | 갑신일 (甲申日) | 계축일 (癸丑日) | 계미일 (癸未日) | 임자일 (壬子日) | 임오일 (壬午日) | 신해일 (辛亥日) | 신사일 (辛巳日) | 경술일 (庚戌日) | 경진일 (庚辰日) | 기유일 (己酉日) |                 |
| 율리우스력        | 224년 2월 8일   | 3월 8일         | 4월 7일         | 5월 6일         | 6월 5일         | 7월 4일         | 8월 3일         | 9월 1일         | 10월 1일        | 10월 30일       | 11월 29일       | 12월 28일       |                 |
| 황초 6년 (225년)  | 1월             | 2월             | 3월             | 윤3월           | 4월             | 5월             | 6월             | 7월             | 8월             | 9월             | 10월            | 11월            | 12월            |
| 삭일(음력)        | 기묘일 (己卯日) | 무신일 (戊申日) | 무인일 (戊寅日) | 무신일 (戊申日) | 정축일 (丁丑日) | 정미일 (丁未日) | 병자일 (丙子日) | 병오일 (丙午日) | 을해일 (乙亥日) | 을사일 (乙巳日) | 갑술일 (甲戌日) | 갑진일 (甲辰日) | 계유일 (癸酉日) |
| 율리우스력        | 225년 1월 27일  | 2월 25일        | 3월 27일        | 4월 26일        | 5월 25일        | 6월 24일        | 7월 23일        | 8월 22일        | 9월 20일        | 10월 20일       | 11월 18일       | 12월 18일       | 226년 1월 16일  |
| 황초 7년 (226년)  | 1월             | 2월             | 3월             | 4월             | 5월             | 6월             | 7월             | 8월             | 9월             | 10월            | 11월            | 12월            |                 |
| 삭일(음력)        | 계묘일 (癸卯日) | 임신일 (壬申日) | 임인일 (壬寅日) | 신미일 (辛未日) | 신축일 (辛丑日) | 경오일 (庚午日) | 경자일 (庚子日) | 경오일 (庚午日) | 기해일 (己亥日) | 기사일 (己巳日) | 무술일 (戊戌日) | 무진일 (戊辰日) |                 |
| 율리우스력        | 226년 2월 15일  | 3월 16일        | 4월 15일        | 5월 14일        | 6월 13일        | 7월 12일        | 8월 11일        | 9월 10일        | 10월 9일        | 11월 8일        | 12월 7일        | 227년 1월 6일   |                 |

## 같이 보기
- 중국의 연호

| 이전 연호 연강(延康) <후한(後漢)> | 중국의 연호 위(魏) | 다음 연호 태화(太和) |